# La Villedieu (Charente-Maritime)
Pour les articles homonymes, voir La Villedieu.
La Villedieu est une commune du Sud-Ouest de la France située dans le département de la Charente-Maritime (région Nouvelle-Aquitaine).
Ses habitants sont appelés les Villadéens et les Villadéennes.

## Géographie

### Localisation et accès
La commune est située sur un des chemins de Compostelle, entre Tours et la Gironde : la via Turonensis. Elle est précédée par Brioux-sur-Boutonne et précède Aulnay.

La via Turonensis.

L’accès par l'autoroute A10 se fait par la sortie  33 Niort-La Rochelle au nord-ouest de la commune et la sortie  34  Saint-Jean-d'Angély au sud-ouest.
La commune est traversée par l’ancien tracé de la RN 150, cette route nationale déplacée et déclassée en route départementale 950 relie Poitiers à Saintes.

### Communes limitrophes
| Chizé (Deux-Sèvres)    | Villiers-sur-Chizé (Deux-Sèvres) | Ensigné (Deux-Sèvres)    |
| Dampierre-sur-Boutonne | La Villedieu                     |                          |
|                        | Aulnay                           | Saint-Mandé-sur-Brédoire |

### Forêts
Le village se trouve entre les forêts d'Aulnay et de Chizé au sein de l'antique sylve d'Argenson.

## Urbanisme

### Typologie
Au 1er janvier 2024, La Villedieu est catégorisée commune rurale à habitat dispersé, selon la nouvelle grille communale de densité à 7 niveaux définie par l'Insee en 2022.
Elle est située hors unité urbaine et hors attraction des villes,.

### Occupation des sols
L'occupation des sols de la commune, telle qu'elle ressort de la base de données européenne d’occupation biophysique des sols Corine Land Cover (CLC), est marquée par l'importance des territoires agricoles (59,9 % en 2018), une proportion sensiblement équivalente à celle de 1990 (60 %). La répartition détaillée en 2018 est la suivante : 
terres arables (58,5 %), forêts (36,8 %), milieux à végétation arbustive et/ou herbacée (3,2 %), zones agricoles hétérogènes (1,4 %). L'évolution de l’occupation des sols de la commune et de ses infrastructures peut être observée sur les différentes représentations cartographiques du territoire : la carte de Cassini (XVIIIe siècle), la carte d'état-major (1820-1866) et les cartes ou photos aériennes de l'IGN pour la période actuelle (1950 à aujourd'hui).

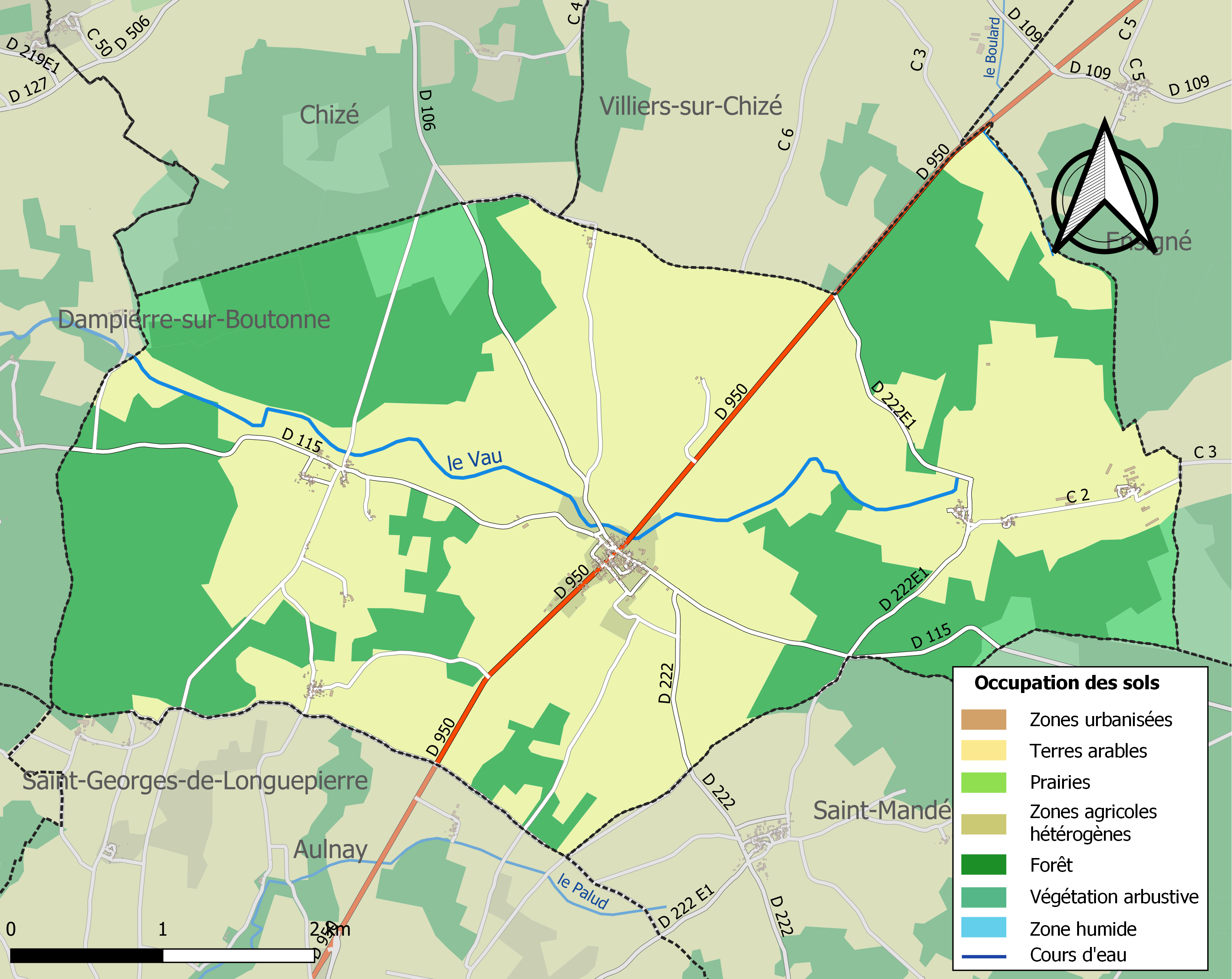
Carte des infrastructures et de l'occupation des sols de la commune en 2018 (CLC).

### Risques majeurs
Le territoire de la commune de La Villedieu est vulnérable à différents aléas naturels : météorologiques (tempête, orage, neige, grand froid, canicule ou sécheresse), inondations et séisme (sismicité modérée). Il est également exposé à un risque technologique, le transport de matières dangereuses. Un site publié par le BRGM permet d'évaluer simplement et rapidement les risques d'un bien localisé soit par son adresse soit par le numéro de sa parcelle.

#### Risques naturels
Certaines parties du territoire communal sont susceptibles d’être affectées par le risque d’inondation par débordement de cours d'eau, notamment le Vau. La commune a été reconnue en état de catastrophe naturelle au titre des dommages causés par les inondations et coulées de boue survenues en 1982, 1999 et 2010,.

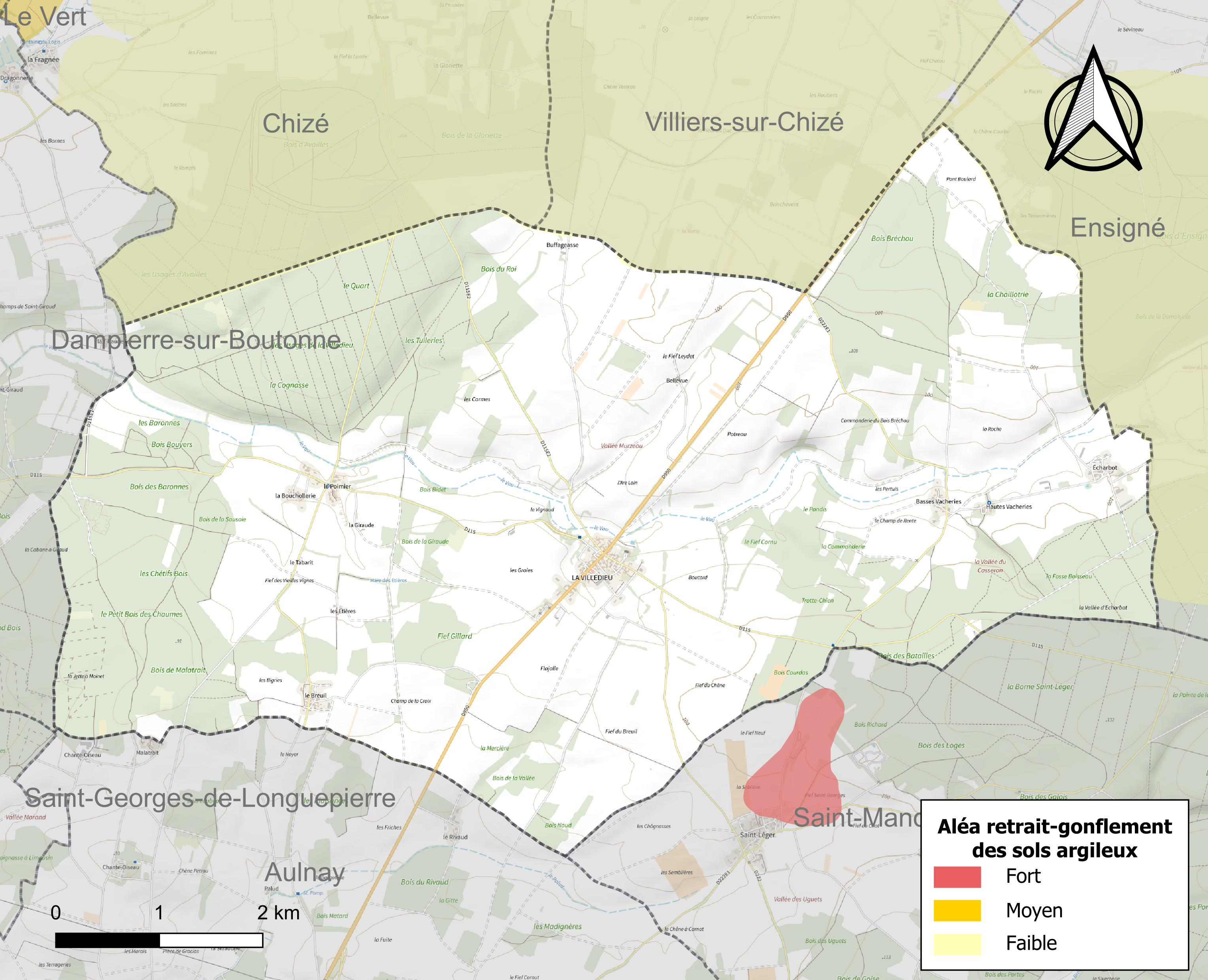
Carte des zones d'aléa retrait-gonflement des sols argileux de La Villedieu.

Le retrait-gonflement des sols argileux est susceptible d'engendrer des dommages importants aux bâtiments en cas d’alternance de périodes de sécheresse et de pluie. Aucune partie du territoire de la commune n'est en aléa moyen ou fort (54,2 % au niveau départemental et 48,5 % au niveau national). Sur les 159 bâtiments dénombrés sur la commune en 2019, aucun n'est en aléa moyen ou fort, à comparer aux 57 % au niveau départemental et 54 % au niveau national. Une cartographie de l'exposition du territoire national au retrait gonflement des sols argileux est disponible sur le site du BRGM,.
Par ailleurs, afin de mieux appréhender le risque d’affaissement de terrain, l'inventaire national des cavités souterraines permet de localiser celles situées sur la commune.
Concernant les mouvements de terrains, la commune a été reconnue en état de catastrophe naturelle au titre des dommages causés par des mouvements de terrain en 1999 et 2010.

#### Risques technologiques
Le risque de transport de matières dangereuses sur la commune est lié à sa traversée par une ou des infrastructures routières ou ferroviaires importantes ou la présence d'une canalisation de transport d'hydrocarbures. Un accident se produisant sur de telles infrastructures est susceptible d’avoir des effets graves sur les biens, les personnes ou l'environnement, selon la nature du matériau transporté. Des dispositions d’urbanisme peuvent être préconisées en conséquence.

## Toponymie
Du toponyme Villa Dei, "Ville de Dieu"

## Politique et administration

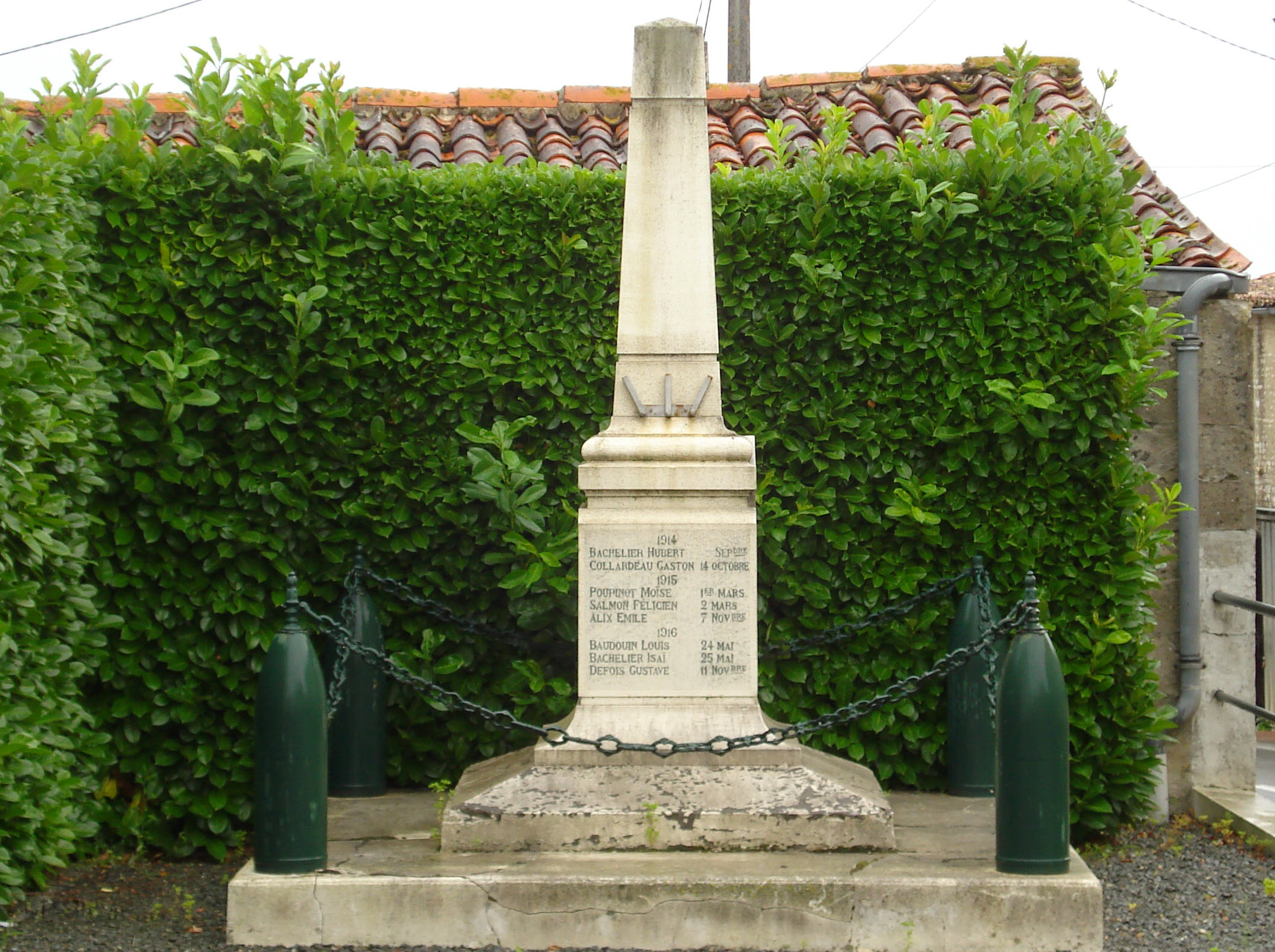
Le monument aux morts.

### Liste des maires
| Période                                  | Période  | Identité             | Étiquette | Qualité     |
| ---------------------------------------- | -------- | -------------------- | --------- | ----------- |
| avant 1981                               | ?        | René Rideau          |           |             |
| 2001                                     | 2008     | Pierre-Jacques Babin |           |             |
| 2008                                     | en cours | Alain Villeneuve     |           | Agriculteur |
| Les données manquantes sont à compléter. |          |                      |           |             |

### Canton
La commune de La Villedieu appartient depuis mars 2015 au canton de Matha, après avoir longtemps dépendu du canton d'Aulnay.

### Intercommunalité
La commune adhéra de 1994 à 2013 à la communauté de communes du canton d'Aulnay-de-Saintonge dont le siège administratif était situé à Aulnay-de-Saintonge. Depuis le 1er janvier 2014, la commune adhère à la Communauté de communes des Vals de Saintonge qui regroupe les communes du nord-est de la Charente-Maritime et dont le siège se trouve à Saint-Jean-d'Angély.

## Démographie

### Évolution démographique
L'évolution du nombre d'habitants est connue à travers les recensements de la population effectués dans la commune depuis 1793. Pour les communes de moins de 10 000 habitants, une enquête de recensement portant sur toute la population est réalisée tous les cinq ans, les populations de référence des années intermédiaires étant quant à elles estimées par interpolation ou extrapolation. Pour la commune, le premier recensement exhaustif entrant dans le cadre du nouveau dispositif a été réalisé en 2006.

En 2022, la commune comptait 203 habitants, en évolution de −2,4 % par rapport à 2016 (Charente-Maritime : +4,04 %, France hors Mayotte : +2,11 %).
| 1793 | 1800 | 1806 | 1821 | 1831 | 1836 | 1841 | 1846 | 1851 |
| ---- | ---- | ---- | ---- | ---- | ---- | ---- | ---- | ---- |
| 501  | 309  | 589  | 565  | 558  | 551  | 556  | 580  | 568  |

| 1856 | 1861 | 1866 | 1872 | 1876 | 1881 | 1886 | 1891 | 1896 |
| ---- | ---- | ---- | ---- | ---- | ---- | ---- | ---- | ---- |
| 567  | 580  | 566  | 582  | 575  | 585  | 562  | 554  | 465  |

| 1901 | 1906 | 1911 | 1921 | 1926 | 1931 | 1936 | 1946 | 1954 |
| ---- | ---- | ---- | ---- | ---- | ---- | ---- | ---- | ---- |
| 455  | 417  | 416  | 415  | 381  | 402  | 408  | 398  | 425  |

| 1962 | 1968 | 1975 | 1982 | 1990 | 1999 | 2006 | 2011 | 2016 |
| ---- | ---- | ---- | ---- | ---- | ---- | ---- | ---- | ---- |
| 416  | 368  | 320  | 285  | 323  | 264  | 232  | 217  | 208  |

| 2021 | 2022 | - | - | - | - | - | - | - |
| ---- | ---- | - | - | - | - | - | - | - |
| 205  | 203  | - | - | - | - | - | - | - |

## Culture locale et patrimoine

### Lieux et monuments
- Église Sainte-Madeleine : L'ancienne église romane se trouvait dans l'entrée du village sur le chemin de Saint-Jacques-de-Compostelle mais elle était déjà très détériorée lors de sa destruction au début du XIXe siècle. La nouvelle église a été construite au centre du village en 1877 et 1878.

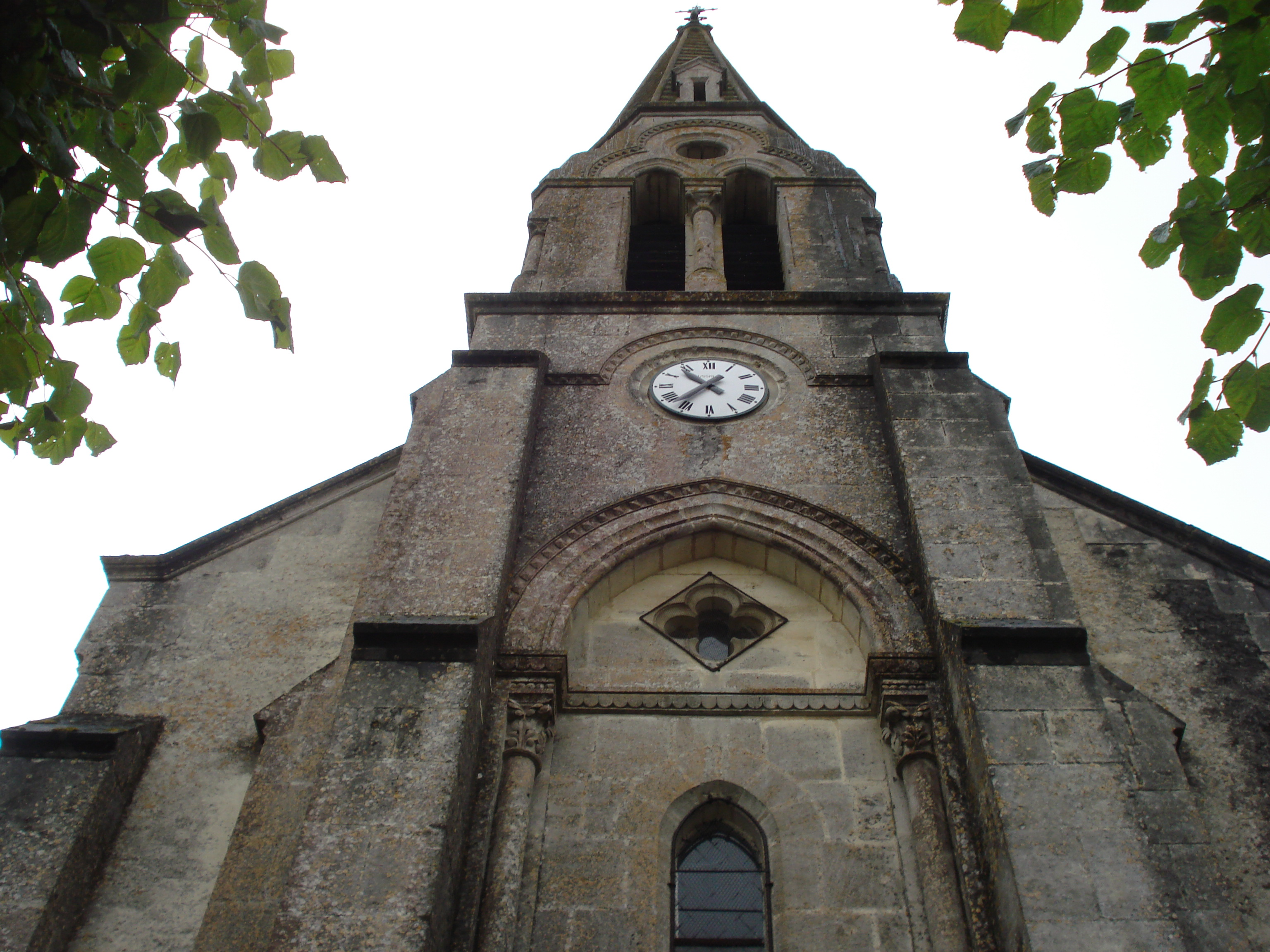
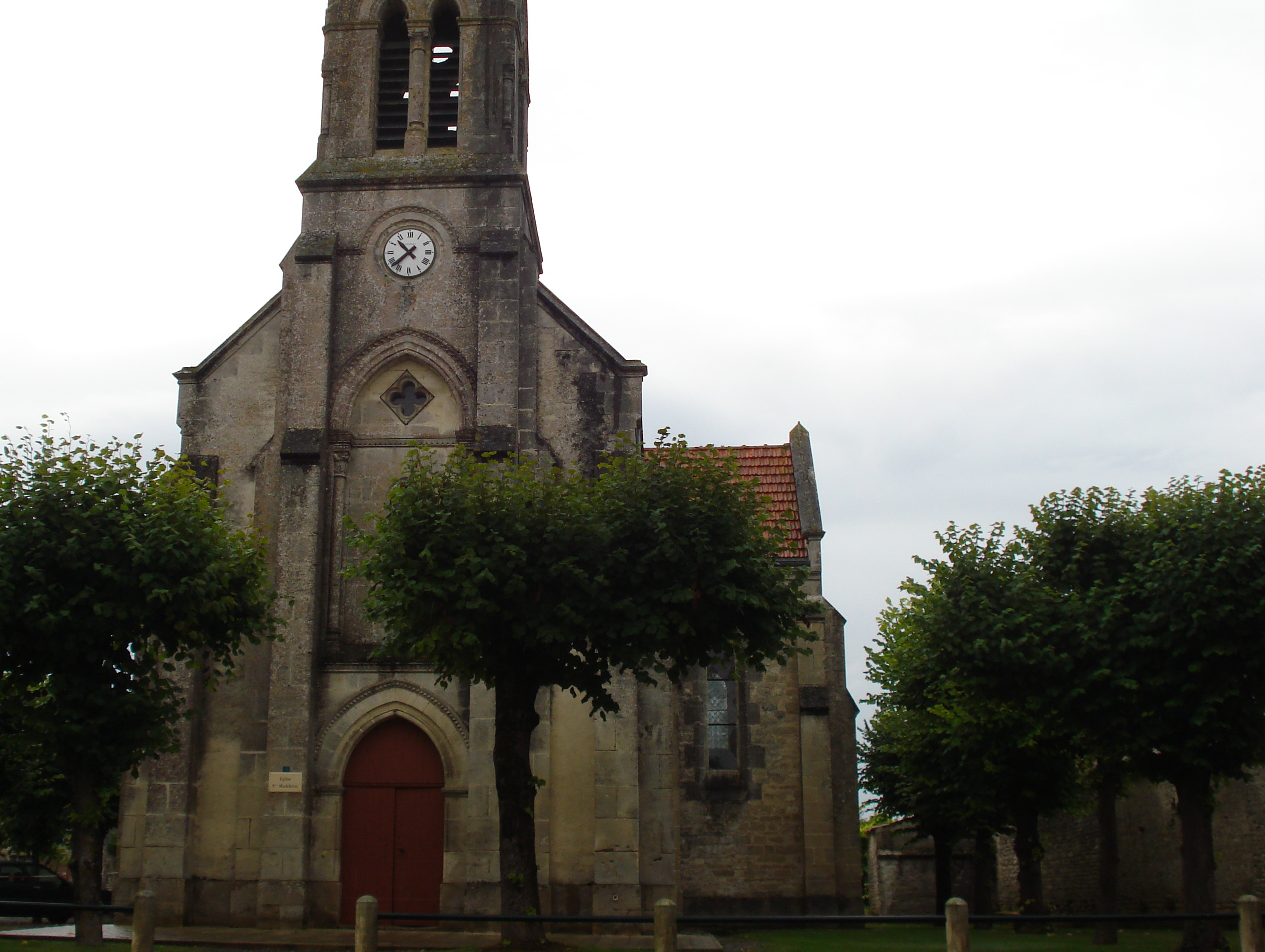
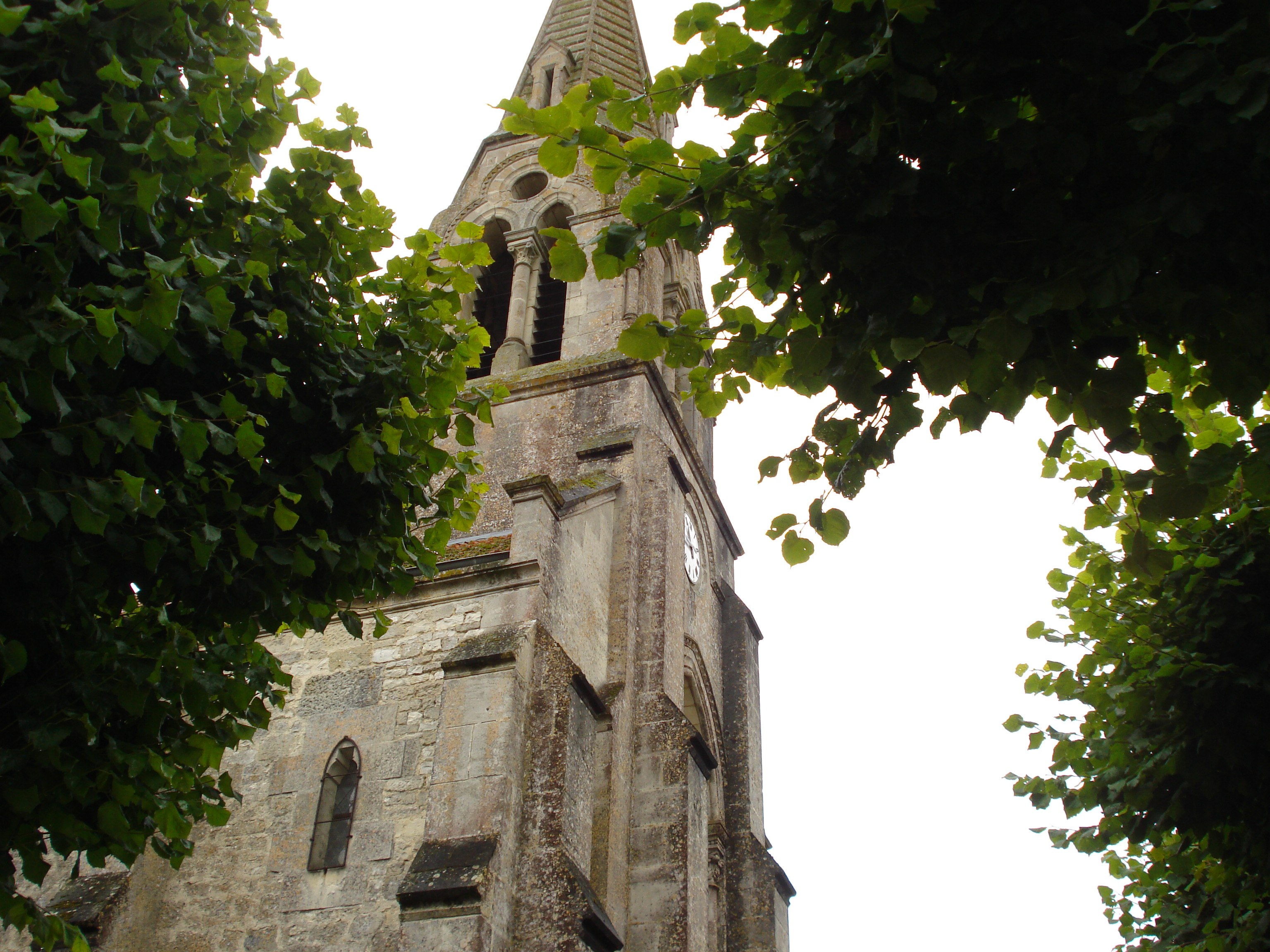

- Le GR 655 qui reprend la via Turonensis traverse la commune.

### Personnalités liées à la commune
- Michel Bernard, homme politique Français, est né à La Villedieu.